# Мириэль (Отверженные)
Шарль-Франсуа́-Бьенвеню́ Мириэ́ль (фр. Charles-François-Bienvenu Myriel), а также Епи́скоп Мириэ́ль (фр. Évêque Myriel) и Монсеньо́р Бьенвеню́ (фр. Monseigneur Bienvenu) (1739 - 1821) — персонаж романа-эпопеи Виктора Гюго «Отверженные» (1862); епископ города Динь на юго-востоке Франции. В произведении Мириэль представляет собой героическую фигуру, олицетворяющую сострадание и милосердие. Прототипом персонажа Гюго стал ординарий диньской епархии Бьенвеню де Миоллис, от которого Мириэль унаследовал не только характер, но и одно из имён.

## Образ епископа Мириэля в романе
Произведение начинается с повествования о жизни Мириэля. Будущий ординарий родился в дворянской семье, «первую половину своей жизни целиком посвятил светским и любовным похождениям». Во время Французской революции Мириэль эмигрировал в Италию, где впоследствии его жена умерла от грудной болезни, которой давно страдала. В его характере произошёл перелом: превратности судьбы побудили задуматься о вечном. На родину Бьенвеню вернулся уже священником.
Спустя время малоизвестному церковнослужителю довелось встретиться с Наполеоном. Эта встреча стала одним из поворотных моментов в жизни Мириэля; император проникается к Бьенвеню симпатией и назначает его епископом. Получив эту должность, Мириэль продолжает жить своей обычной привычной жизнью сострадательного старика. Его доброта, милосердия, аскетизм и вместе с тем жизнерадостность известны всей округе.
Вместе со своей сестрой Батистиной и служанкой Маглуар монсеньор Бьенвеню перешёл жить в небольшое здание городской больницы, освободив епископский дворец для больных. Из общей суммы своего жалования в несколько тысяч франков в год, Мириэль оставлял на собственные нужды лишь десятую часть, остальное отчисляя на подаяние. Время он проводит в церковном служении, написании пастырских посланий и богословских трудов, созерцании и размышлениях. При этом он не оторван от мира: живо общается с людьми, склонен к добродушному юмору. Некоторые его поступки поражают окружающих. В одиночку он совершает путешествие в опасную местность, где действует банда разбойников — дабы посетить прихожан отдалённой деревни. Целую ночь он проводит с умирающим членом Конвента, убеждённым республиканцем и антиклерикалом, а под конец просит у него благословения.
В одну из ночей на пороге дома епископа, с просьбой заночевать, появляется бывший каторжник Жан Вальжан. Монсеньор Бьенвеню любезно встречает путника, угощает его ужином и готовит гостю постель. Вальжан же, прихватив с собой корзину с серебром епископа, покидает приютившего его старика. Скоро Жан, вместе со своей добычей, оказывается в руках полиции. Узнав о поимке, Мириэль уверяет жандармов, что всё это он дал Вальжану в подарок; вдобавок ко всему епископ отдаёт беглецу свои серебряные подсвечники, сетуя на то, что в прошлый раз гость их забыл. После того, как жандармы покидают дом епископа, Бьенвеню просит своего гостя использовать это серебро на то, чтобы стать честным человеком.
Далее, образ епископа Мириэля периодически возникает в сюжете романа; в частности, в произведении упоминается о смерти ординария.
Незадолго до кончины Вальжана, к умирающему заглядывает привратница, и спрашивает, «не позвать ли священника», на что Жан отвечает: «у меня он есть», и указывает пальцем на кого-то, видимого только ему одному. Ниже автор поясняет: «быть может, и в самом деле епископ присутствовал при этом расставании с жизнью». Жан Вальжан вслух вспоминает о подарке епископа Мириэля, серебряных подсвечниках, свет которых озарял его в момент смерти: «Не знаю, доволен ли мной там наверху тот, кто дал мне их. Я сделал всё, что мог».

## В современной культуре
С момента выхода в свет оригинального романа, неоднократно предпринимались попытки воссоздать характер Мириэля в произведениях других авторов, театральных постановках, мюзиклах и фильмах.

## Мириэль в экранизациях книги
Все экранизации книги носили одинаковое название — «Отверженные».
| Год экранизации | Режиссёр          | Исполнитель роли Мириэля | Страна                        |
| --------------- | ----------------- | ------------------------ | ----------------------------- |
| 1913            | Альбер Капеллани  | Леон Бернар              | Франция                       |
| 1958            | Жан-Поль ле Шануа | Фернан Леду              | ГДР, Франция, Италия          |
| 1972            | Марсель Блюваль   | Франсуа Вибер            | Франция                       |
| 1982            | Робер Оссейн      | Луи Сенье                | ФРГ, Франция                  |
| 1995            | Клод Лелуш        | Жан Маре                 | Франция                       |
| 1998            | Билле Аугуст      | Питер Вон                | Великобритания, Германия, США |
| 2000            | Жозе Дайан        | Отто Зандер              | Франция, Италия, Испания      |
| 2012            | Том Хупер         | Колм Уилкинсон           | Великобритания, США           |
| 2018            | Том Шенклэнд      |                          | Великобритания                |